# Praepalaeotragus
Praepalaeotragus es un género extinto de mamífero ungulado perteneciente a la familia Giraffidae. Vivió en el Mioceno inferior (hace aproximadamente 20-18 millones años) y sus restos fósiles se han encontrado en Asia (Kazajistán). Es considerado uno de los jiráfidos más antiguos. La única especie perteneciente a este género es Praepalaeotragus actaensis.

## Importancia de los fósiles
Este animal fue descrito por primera vez en 1993, basado en los fósiles encontrados en el área de Actau, en Kazajistán. Los autores creen que esta especie puede ser considerada como la más antiguo y primitiva del grupo Palaeotraginae, un grupo de jiráfidos típico del Mioceno, de la que se supone que se originó la radiación evolutiva posterior de Giraffidae. Se supone que este animal era anterior al género más conocido Palaeotragus, cuyos primeros representantes aparecen un poco más tarde; a partir de estas formas primitivas también puede tener su origen el actual okapi, a través de otro giráfido poco conocido de Europa del Este (Csakvarotherium). Otros giráfidos arcaicos, son los antepasados de las formas posteriores: Progiraffa, Canthumeryx y Giraffokeryx. Praepalaeotragus, en cualquier caso, sigue siendo un género dudoso y poco estudiado.